# Chambourg-sur-Indre
Chambourg-sur-Indre är en kommun i departementet Indre-et-Loire i regionen Centre-Val de Loire i de centrala delarna av Frankrike. Kommunen ligger i kantonen Loches som tillhör arrondissementet Loches. År 2022 hade Chambourg-sur-Indre 1 235 invånare.

## Befolkningsutveckling
Antalet invånare i kommunen Chambourg-sur-Indre
Referens:INSEE